# All'ombra delle donne
All'ombra delle donne (L'ombre des femmes) è un film del 2015 diretto da Philippe Garrel.

## Trama
Pierre e Manon sono una coppia di documentaristi squattrinati, che si trascinano con lavori strani. Quando Pierre incontra la giovane apprendista Elisabeth, si innamora di lei, ma vuole mantenere Manon allo stesso tempo. Ma la nuova ragazza della sua vita scopre che Manon ha un amante. Quando lo dice a Pierre, arriva il momento di prendere decisioni difficili a tutto tondo.

## Distribuzione
Il film è stato presentato il 14 maggio al Festival di Cannes 2015 e distribuito nelle sale cinematografiche francesi una settimana dopo.
Nel corso dello stesso anno è stato proiettato in altri festival cinematografici, fra cui: Jerusalem Film Festival, New Horizons Film Festival, Melbourne International Film Festival, Toronto International Film Festival, Helsinki International Film Festival, New York Film Festival, Chicago International Film Festival.
In Italia è stato trasmesso in televisione per la prima volta da Raitre il 29 febbraio 2020 e reso disponibile su RaiPlay.